# 光電測光器
光電測光器（こうでんそっこうき、英: photoelectric photometer）は、光電効果を利用した観測装置で、天体の明るさを測る目的で望遠鏡に取り付ける。
天体からの光を検出するために使われる検出器としては、光電子増倍管やフォトダイオードなどがある。

## 光学系
光電測光器の光学系は、視野確認光学系、ダイアフラム（目的の天体以外をマスクする絞り）、ファブリーレンズ、フィルター、そして検出器が配置される。

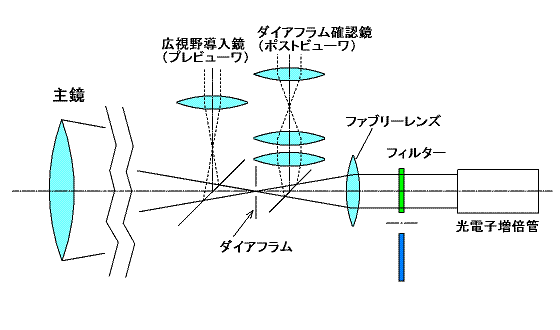
光電測光器の光学系

典型的な光電測光器では、視野確認光学系として、ダイアフラムの前に45度の跳ね上げ鏡＋導入用広視野接眼鏡を置き、接眼鏡には照明付十字線が張ってある。この十字線の交点に天体を合わせ45度鏡を跳ね上げると、ダイアフラム中央に天体が来るように調整されている。ダイアフラムの穴径は、天体のサイズや明るさに応じてターレットで何種類かの物を選べる。ダイアフラムの後ろにはポストビューワと言って、ダイアフラムを拡大して観察できる低倍率の顕微鏡に似た光学系が跳ね上げ鏡とともに配置されていて、目的の天体がダイアフラムから外れていないかを観察できる。ダイアフラムと光電子増倍管の光電面の間にはファブリーレンズが置かれ、その位置は、望遠鏡の主鏡（対物レンズ）の実像を光電面に結ばせるように置く。こうしておくと、望遠鏡の主鏡は目的の星の光で均等に照明されているので、ダイアフラム内で目的の星の位置がずれても、常に光電面の決まった位置に均質な光があたり、測光誤差を生じないようになる。また、ダイアフラムとファブリーレンズの間隔は、ファブリーレンズの焦点距離だけ離しておくと、ファブリーレンズを通った光は平行光線になり、その後におかれたフィルターの設計どおりの光学特性になる。フィルターはターレットに収められることが多く、以下に述べる測光システムに合わせた透過特性を持った数種類のフィルターを選択できる。そして最後に、検出器に目的の天体の光が届く。

## 電子回路の方式
光の強さを測定するための回路の方式としては、主に直流増幅法と光子計数法がある。光子は光電効果により電子に変換できる（その割合を量子効率という）。変換された電子を直流増幅器に入力し、その信号を記録するのが直流増幅法であり、広帯域の電子回路が実現できるまではよく使われた。一方微弱な光は個々の光子に分解して検出することが可能で（シングルフォトンイベント）、検出器に光電子増倍管やアバランシェフォトダイオードを用いると、光電変換された1個の電子を素子の内部で多数の電子の束に増幅できる。そのパルスを、カウンターに入力すれば光子の数を数えることができる。これが光子計数法フォトンカウンティングであり、装置としてはフォトンカウンターと呼ばれる。

## 測光システム
天体、特に恒星の光は、近似的に黒体放射として見ることができ、その光のピーク波長は可視域にあるため、適当なフィルターで分けてその波長帯ごとに取り出した明るさを比べると、恒星の表面温度を正確に知ることができる。RCA製の光電子増倍管1P21と色ガラスフィルターで3色に分けた標準UBVシステムが米国のジョンソンとモーガンにより最初に標準測光システムとして確立され、恒星の高精度な分類に利用された。特に星団の光電測光により得られた色等級図は、恒星の進化の研究に大変貢献した。
その後、ストレームグレンによるuvbyβシステムやその他の測光システムが研究された。より長波長側のR Iに加えて、JHKLMN……と拡張された測光バンドは赤外線天文学で利用されている。RとIバンドは、ジョンソンの定義したものとクロンおよびカズンズによるものがあるが、CCDが普及した現在は、ジョンソンのUBV＋クロン・カズンズのR I（Rc, Icと表記されることが多い）がよく使われている。

## 測光観測の方法
地上から天体の明るさを測定するには、主に3種類の方法がある。
絶対測光（absolute photometry）
天体の光度を、地上のよく較正された標準光源（例えば白金の3重点温度などを利用した黒体炉）と比較し、その絶対値を測定するものである。地上からは大気を通した観測になるため乗り越えるべき困難な点が多い。
全天測光（all-sky photometry）
目的の天体と共に、さまざまな天頂距離にある標準星（測光システムにおいて等級と色指数が定義された恒星）を光電測光し、大気減光や変換係数の補正を施し（この手順を特に「整約」reductionという）、その天体の大気外での等級と色指数を、使用した測光システムの中に位置付けるものである。測光夜に注意深い観測と整約を行えば、精度は0.01等級になる。
相対測光（differential photometry）
目的の天体と、その近くにある星（比較星）との等級差を求める方法である。目的の天体の精密な等級変化を調べるために使われる測光方法であり、注意深い観測と整約を行えば、その精度はミリ等級におよぶ。比較星に使う星は変光していないことが必要で、その測光精度を上げるためには、目的の天体の近くにあるだけでなく、等級や色も目的の天体に似た物を選ぶ必要がある。測光システムにおける正確な値に直すためには、用いた比較星を（別の時期に）全天測光を行う必要がある。

## 光電測光の歴史
光電測光観測は、ジョエル・ステビンスによるセレン光電池を望遠鏡に取り付けて行った実験に始まり、その高精度な測定の成果はアルゴルの副極小の発見に結びき、その後の近接連星系や変光星の研究の発展に貢献した。検出器の歴史として面白いのは、半導体素子（セレン光電池）→真空管素子（光電子増倍管）→半導体素子（CCDイメージセンサ）と先祖帰りしていることである。
近年の測光観測では、測光精度の点で有利な、比較星と同時測光が可能な冷却CCDカメラが専ら使われてきているが、高速測光の分野ではナノ秒に達する時間分解能を持った光電子増倍管の活躍の余地が残されている。